# Tamchy
Tamchy (kirghize : Тамчы, Tamçı, تامچى ; russe : Тамчы, Tamčy, autrefois Тамчи, Tamči) est un village du district d'Ysyk-Köl dans la province de Yssykköl au Kirghizistan.